# Apeo (Michoacán)
Apeo está situada en el Municipio de Maravatío en Michoacán. Hay 2,124 habitantes. Es el cuarto pueblo más de todo el municipio. Apeo está a 2,023 metros de altitud. Apeo se encuentra a 10.6 kilómetros al este de Maravatío de Ocampo, que es la que más habitantes tiene dentro del municipio.

## Población (2020)
| Año  | Habitantes Mujeres | Habitantes hombres | Total habitantes |
| ---- | ------------------ | ------------------ | ---------------- |
| 2020 | 1036               | 1088               | 2124             |
| 2010 | 960                | 937                | 1897             |
| 2005 | 853                | 800                | 1653             |